# Jin Aidi
Jin Aidi (341-365), persoonlijke naam Sīmǎ Pi, was een keizer van de Oostelijke Jin-dynastie van 361 tot 365.

## Biografie
Jin Aidi was de oudste zoon van keizer Jin Chengdi. Hij was pas twintig jaar oud toen zijn neef keizer Jin Mudi in 361 stierf. Generaal Huan Wen had op dat moment de touwtjes in handen. Alhoewel meerderjarig was hij een marionet van Huan Wen en Jin Jianwendi, en hield hij zich niet bezig met regeren. Hij zocht naar een middel om onsterfelijk te worden, maar het elixer dat hij innam bleek achteraf dodelijk. 
Keizer Jin Aidi stierf kinderloos op vierentwintigjarige leeftijd, hij werd opgevolgd door zijn jongere broer Jin Feidi.